# Leticia Calderón

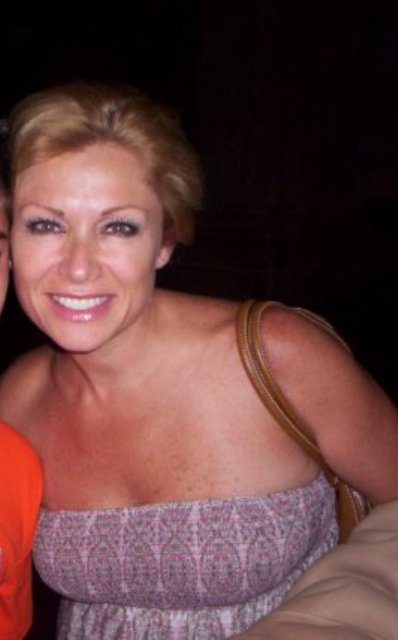
Leticia Calderón

Leticia Calderón (n. 15 iulie 1968, Heroica Guaymas, Sonora, Mexic) este o actriță mexicană, cunoscută în special pentru participarea la telenovela Esmeralda.

## Telenovele
- Amor bravio (2012)...antagonista
- Quando me enamore (2010)...
- En Nombre del Amor (2008–2009)...antagonistă
- Mujeres Asesinas (2008)
- Laberintos de pasión (1999)...protagonistă
- Esmeralda (telenovela) (1997)...protagonistă
- La antorcha encendida (1996)
- Entre la vida y la muerte (1993)...protagonistă
- Valeria y Maximiliano (1991–1992)...protagonistă
- Yo compro esa mujer (1990)...protagonistă
- La casa al final de la calle (1989)
- La Indomable (1987)
- El Camino Secreto (1986).
- Monte calvario (1986)
- Principessa (1984)
- Bianca Vidal (1982)
- Amalia Batista (1983)
- Chispita (1982)